# Серпуха красильная
Серпу́ха краси́льная, или Язычник (лат. Serrátula tinctória) — многолетнее травянистое растение; вид рода Серпуха.

## Ботаническое описание

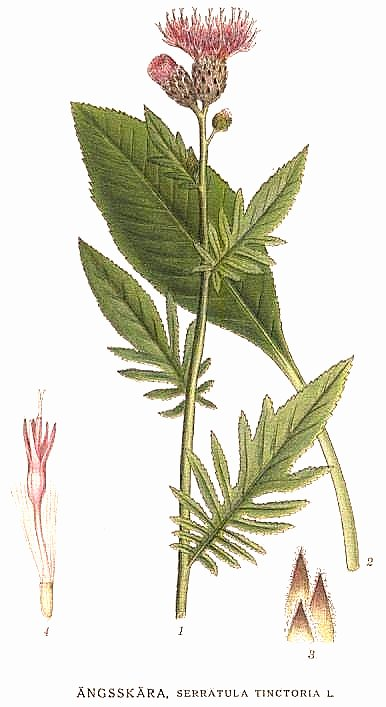

Серпуха красильная иногда достигает 100 и более сантиметров в высоту.
Соцветие — многоцветковая корзинка, цветки с лепестками красных оттенков.
Семянки продолговатые, 3—5 мм длиной, 1—2 мм шириной.

## Распространение и экология
Родина вида — умеренный пояс Европы, где он весьма распространён. Интродуцирован в Северную Америку. Предпочитает малозатенённые места с влажными почвами.

## Значение и применение
Сок серпухи красильной — жёлтый. Растение применяется для получения жёлтой и зелёной краски для тканей, отсюда и название.

## Таксономия
Иногда вид Serratula seoanei рассматривают как подвид серпухи красильной Serratula tinctoria subsp. seoanei (Willk.) Laínz. Собственно серпуху красильную определяют как подвид Serratula tinctoria subsp. tinctoria.

## Названия
Другие названия растения на русском языке в Толковом словаре Владимира Даля — серп-трава, серпий, котр, пильная.

## Изображения

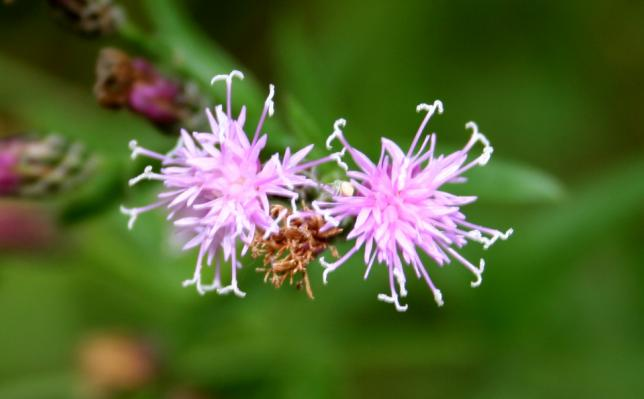
Соцветие
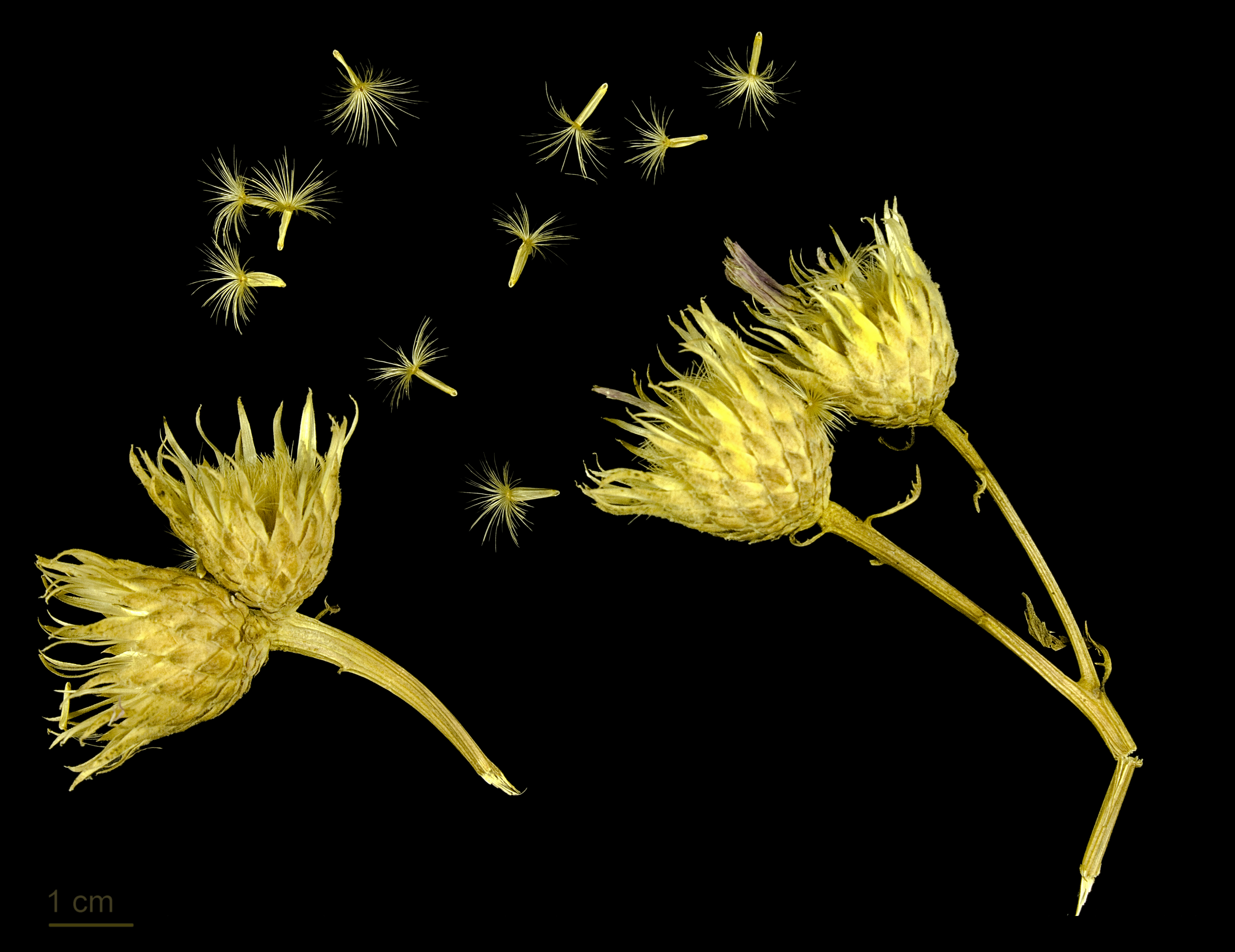
Плоды и семена